# Асу-Асуни
Асу-Асуни (айм. Asu Asuni) — гора в вулканическом комплексе в департаменте Оруро в Боливии, в Центральноандийском нагорье, высота составляет 5088 м.

## Название
Название вулкана происходит от «асу», что на местном языке аймара означает «новорожденное существо». Повторение «асу-асуни» означает группу или комплекс чего-либо, а суффикс «-ни» обозначает принадлежность, «тот, у кого есть новорождённые существа».

## География
Асу-Асуни расположен в кантоне Турко одноимённого муниципалитета (департамент Оруро, провинция Сахама). Комплекс находится в 3 км к юго-востоку от потухшего вулкана и высочайшей точки Боливии Сахама между вулканами Чулькани на западе (3 км) и Турко на востоке на Национальном шоссе 27.
Асу-Асуни формировался с середины миоцена до плиоцена, также как и вулканы Уки-Укини, Кунтурири и комплекс Кимса-Чата.